# Mascletá

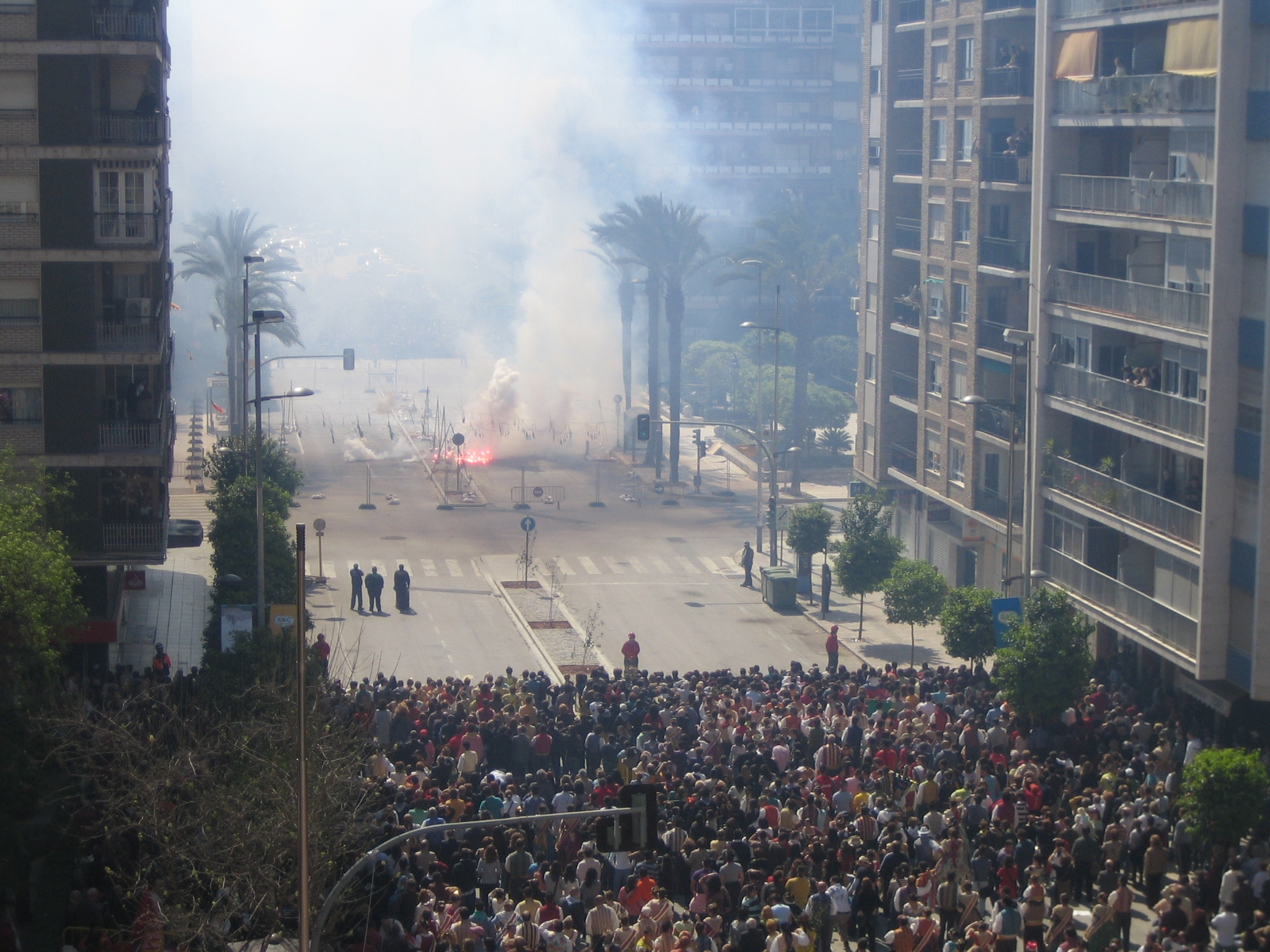
Mascletá de fallas en la ciudad valenciana de Alcira

Una mascletá (del valenciano mascletà) es un disparo pirotécnico que conforma una composición muy ruidosa y rítmica que se dispara con motivos festivos en plazas y calles, normalmente durante el día; es típica de la región española de la Comunidad Valenciana. Recibe su denominación de los masclets (petardos de una gran potencia sonora) ligados mediante una mecha conformando una línea o traca. Estas suelen sujetarse a mediana altura colgadas con cuerdas o alzados mediante cañones. 
Al contrario que los fuegos artificiales que buscan la estimulación visual, las mascletás tienen como objetivo estimular el cuerpo a través de los fuertes ruidos rítmicos de los masclets; algunos consideran estos ruidos "musicales", si bien no olvidan la parte visual. Lo que distingue una mascletá de una sucesión de explosiones es el ritmo que deben crear los masclets al explotar, es fundamental que la fuerza de las explosiones vaya de menos a más, con final apoteósico, sin ello una mascletá no puede considerarse como tal.

## Historia
Inicialmente la mascletá se disparaba en la plaza del Ayuntamiento de Valencia el día de San José (19 de marzo) y como culminación de las fiestas falleras. Posteriormente se fue ampliando en número hasta llegar a las 19 actuales (entre 1 y 19 de marzo).
La mascletá de Valencia ha experimentado una continua evolución, especialmente en la técnica y en la cantidad de pólvora. Actualmente el límite de pólvora, por motivos de seguridad, está establecido en 120 kilos por mascletá, si bien que en la del 19 de marzo de 2024 se aumentó el límite hasta los 330 kilos. En cuanto a la técnica utilizada se ha evolucionado de una ejecución tradicional (sólo se utiliza mecha y la actuación de los pirotécnicos) a una electrónica (la ignición la provoca un sistema electrónico, permitiendo una mayor exactitud y seguridad), esta última viene siendo la más utilizada en los últimos años.

## Lugares que celebran mascletás
Las mascletás son famosas en toda la Comunidad Valenciana pero son especialmente conocidas las que se celebran entre el 1 y el 19 de marzo en la Plaza del Ayuntamiento de Valencia y entre el 3 y el 19 de marzo en la Plaza del Reino de Alcira (ambas durante la fiesta de las Fallas), las que se celebran durante la Magdalena en Castellón, las que se celebran del 17 al 24 de junio en la Plaza de los Luceros en Alicante durante las Hogueras de San Juan y las que entre los años 2000 y 2011 abrieron el nuevo año en Valencia. Son típicas también en Murcia las de tipo «mascletá aérea»  (popularmente conocidas como Tronaeras) con motivo de la celebración de las Fiestas de Primavera del Bando de la Huerta y Entierro de la Sardina. Desde hace unos años también se han instaurado durante las fiestas de agosto en Elche, en el Paseo de la Estación rodeada del Palmeral de Elche. También se celebran en zonas del sur de Cataluña y durante en el periodo de Fallas entre el 11 y el 19 de marzo en localidades como Benicarló y Burriana.

## Partes

Preparación de una mascletá

Una mascletá suele contar con al menos estas partes:
- Inicio: conjunto de efectos tanto sonoros como visuales con que empieza el espectáculo
- Cuerpo: es la parte central de la mascletá, debe ir creciendo en intensidad y volumen de sonido.
- Parte aérea: Descarga de truenos aéreos de intensidad mayor. Siempre se puede visualizar bien y normalmente va acompañado de colores
- Terratrèmol (terremoto): parte en la que los masclets de mayor potencia estallan en tierra a gran velocidad.

En los últimos años se están introduciendo innovaciones en estas cuatro partes, haciendo que las mascletás tengan una estructura más compleja que una "tradicional". La utilización de disparadores electrónicos permite, entre otras cosas, ejecutar un final mucho más complejo habiéndose llegado a los tres terremotos combinados con varios finales aéreos.